# Геннадій (екзарх Африки)
Геннадій (д/н — бл. 665) — державний та військовий діяч Візантійської імперії.

## Життєпис
Про походження нічого невідомо. Розпочав службу у війську наприкінці правління імператора Іраклія. Під час боротьби за владу після 641 року виявив вірність імператору Константу II. 647 року призначено екзархом Африки замість загиблого у боротьбі з арабами Григорія. Задля забезпечення миру з мусульманами зобов'язався сплачувати щорічну данину в 330 тис. номізм (2 тонни золота). Разом з тим дістав підтримку військовиків, духівництва та знаті.
Але невдовзі збільшення податків та безсилля влади від нападів арабів, які атакували Бізацену і Нумідію, незважаючи на домовленість, викликало невдоволення Геннадієм. Ослабленням візантійської адміністрації скористалися бербери, які на півдні вийшли з підпорядкування. В результаті південні області екзархату було втрачено. У 654 році Муавія бен Худадж атакував Джалулу, але не зміг захопити цю фортецю. У 660—661 роках здійснено новий похід арабів до Бізацени і Нумідії, який Геннадію вдалося відбити, проте значні області було сплюндровано.
У 663 році імператор переніс столицю до Сіракуз й став вимагати збільшення виплат з Африки на утримання свого двору й армії. Але Геннадій 664 року відмовився це зробити, а потім намагався здобути самостійність. Втім не знайшов підтримки у війську. 665 року вимушений був тікати до Єгипту, який на той час захопили араби. Незабаром дістав згоду халіфа Муавії I надати військову допомогу у відвоюванні Карфагену, але на шляху до місця помер в Олександрії Єгипетській.
Наступником Геннадія на посаді екзарха Африки став Елефтерій Молодший.